# Pia Fidelis
Pia Fidelis, forme féminine latine de « pieux et fidèle », a été le cognomen de plusieurs légions romaines, décerné par l'empereur lorsqu'une légion avait prouvé sa « dévotion et sa loyauté ». Certaines légions ont reçu cet honneur à plusieurs reprises, et de ce fait, de nombreuses récompenses.
- Legio I Adiutrix Pia Fidelis Bis (« deux fois loyale et fidèle »)
- I Minervia Pia Fidelis Domitiana (« loyale et fidèle à Domitien »)
- II Adiutrix
- III Italica VII Pia VII Fidelis (« sept fois fidèle et loyale »)
- V Macédonienne VII Pia VII Fidelis
- VII Claudia VII Pia VII Fidelis (« sept fois fidèle et loyale »)
- X Gemina Pia Fidelis Domitiana (« fidèle et loyale à Domitien »)
- XI Claudia Pia VI Fidelis VI (« six fois fidèle et loyale »)